# Cristián Rodríguez
Cristian Rodriguez Martin (født 3. marts 1995 i El Ejido) er en cykelrytter fra Spanien, der kører for Arkéa-B&B Hotels.